# Стоян Бъчваров (актьор)
Вижте пояснителната страница за други личности с името Стоян Бъчваров.
Стоян Бъчваров е български драматичен актьор, един от пионерите на българския национален театър, той е директор на театър, режисьор и актьор. Родът му е от Медвен, Котелско.

## Биография
Завършва мъжката гимназия във Варна. Заедно с Петър Стойчев основава драматична трупа в същия град, след което специализира театрално изкуство в Москва и Мюнхен (1908).
Пътувал е из България с „театъра на В. Чернодрински“ и със „Съвремнния театър“ (1905, 1919 – 1920). Бил е режисьор в трупата „Смях и сълзи“ (1910). Играл в Народния театър в София (1904, 1907, 1909, 1911 – 1918, 1924 – 1930, 1937 – 1948), а през 1921 г. създава Варненския общински театър, днес носещ неговото име.
Във Варна той събира трупа и репетициите започват на 13 февруари 1921 г. Първата премиера е на 12 март. Спектакълът е „Инстинктът“ на Анри Кестмекер. След него поставят „Врагове“ на Максим Горки, „Фарисеи“ на Бърнард Шоу, „Жестокият благодетел“ от Карло Голдони. Една от най-силните и най-обсъждани роли на Стоян Бъчваров остава тази на Едип.
След смяната на властта в общината, Бъчваров е освободен от длъжност. Той остава във Варна и заедно с повечето от актьорите от трупата си поставят пиеси на сцената на зала „Ранков“. Наричат се Театър „Пробуда“.
Връщат го в общинския театър за кратко през 1922 г. по времето на Златан Бръчков. След 9 юни 1923 г. Стоян Бъчваров окончателно е принуден да напусне и театъра, и града.
Директор на Окръжния театър в Русе (1931). Артист в Драматичен театър - Пловдив (1936).
Участва в основаването на САБ. Умира в София през 1949 г.
По-важни негови роли са Тартюф („Тартюф“ от Молиер), Щастливцев („Лес“ от А. Н. Островски), Лука („На дъното“ от Максим Горки) и други. Постижения са участията му в киното – Хитър Петър в „Хитър Петър и Настрадин Ходжа“ (1939) и Хаджи Генчо в „Българи от старо време“ (1945, режисьор Д. Минков) и други.

## Семейство
Женен е за Николина (Коля) Бъчварова, също актриса. Заедно имат 2 деца – Вили и Крум.
Братът на Стоян Бъчваров, Димо е първият кмет на село Медвен след Освобождението. 
Правнук на Стоян Бъчваров е известният актьор Ути Бъчваров – театровед, и водещ на кулинарното предаване „Вкусно“. Внучка Галя Бъчварова-театровед, редактор и основател на ТВ Театър. Внук – Стоян (Румен) Бъчваров – актьор.

## Галерия
- В ролята на Епиходов във „Вишнева градина“ от Антон Чехов.
- В ролята на Винкелмон в „Бой на пеперуди“ от Херман Зудерман.
- В ролята на Първи гробар в „Хамлет“ от Уилям Шекспир.

## Награди и отличия
- Народен артист (1947)

## Театрални роли
- „На дъното“ от Максим Горки – Лука
- „Тартюф“ от Молиер – Тартюф
- „Лес“ от А. Н. Островски – Щастливцев

## Филмография
| Година | Филми/Сериали                 | Роля            | Премиера           |
| ------ | ----------------------------- | --------------- | ------------------ |
| 1945   | Бойка                         | дядо Иван       | 13 април 1947 г.   |
| 1945   | Българи от старо време        | хаджи Генчо     | 12 ноември 1945 г. |
| 1939   | Настрадин Ходжа и Хитър Петър | Настрадин Ходжа | 6 февруари 1939 г. |